# THE IDOLM@STER MASTER ARTIST 4
『THE IDOLM@STER MASTER ARTIST 4』（アイドルマスター マスター アーティスト フォー）は、2020年8月5日より日本コロムビアからリリースされたCDシリーズ。

## 概要
CD「MASTER ARTISTシリーズ」の第4弾。
2019年12月26日のニコニコ生放送にて放送された「ゆくM@S くるM@S 2019」で制作決定が発表された。
収録内容は個別新曲1曲、共通新曲2曲に加えてカバー曲、トークから構成されている。カバー楽曲は日本コロムビアHPで各キャラクター別に募集された。
2015年に「アイドルマスター×太鼓の達人 コラボ祭」の企画で作成された「マジで…!?」は本シリーズで初めてCDに収録された。
3タイトルずつ同時発売され、コロムビア・ミュージックショップではそれらをセットにした特装版が販売される。特装版には過去のアイドルマスター関連楽曲をリミックスした特典CD『TO D@NCE TO !!』が付属する。
太字は新規楽曲。斜体はカバー曲を示す。

## 01 天海春香
2020年8月5日発売。02・03と同時発売。
収録曲
歌はすべて天海春香（中村繪里子）。
1. I'm yours
作詞・作曲・編曲：宮崎誠
2. トーク1
3. 明日はきっといい日になる
作詞・作曲：高橋優、カバーアレンジ：坪田修平（TRYTONELABO）
オリジナルアーティスト：高橋優
4. 卒業写真
作詞・作曲：荒井由実、カバーアレンジ：内海孝彰（TRYTONELABO）
オリジナルアーティスト：ハイファイセット
5. トーク2
6. マジで…!?
作詞：BNSI（くぼけん・エトウ）、作曲・編曲：BNSI（佐藤貴文）
7. トーク3
8. New Me, Continued
作詞：八城雄太、作曲：俊龍、編曲：Sizuk
9. トーク4
10. I'm yours オリジナル・カラオケ
11. 連続ラジオ小説『765色のストーリー〜第一話「普通の女の子」〜』

## 02 四条貴音
2020年8月5日発売。01・03と同時発売。
収録曲
歌はすべて四条貴音（原由実）。
1. 炎ノ鳥（ひのとり）
作詞：井筒日美、作曲・編曲：渡部チェル
2. トーク1
3. GLAMOROUS SKY
作詞：AI YAZAWA、作曲：HYDE、カバーアレンジ：TAKT（TRYTONELABO）
オリジナルアーティスト：NANA starring MIKA NAKASHIMA
4. 焼け野が原
作詞・作曲：こっこ、カバーアレンジ：坪田修平（TRYTONELABO）
オリジナルアーティスト：Cocco
5. トーク2
6. マジで…!?
7. トーク3
8. New Me, Continued
9. トーク4
10. 炎ノ鳥 オリジナル・カラオケ
11. 連続ラジオ小説『765色のストーリー〜第二話「ひとり」〜』

## 03 高槻やよい
2020年8月5日発売。01・02と同時発売。
収録曲
歌はすべて高槻やよい（仁後真耶子）。
1. ピピカ・リリカ
作詞：烏屋茶房、作曲：篠崎あやと・烏屋茶房、編曲：篠崎あやと
2. トーク1
3. メランコリニスタ
作詞：YUKI、作曲：蔦谷好位置、カバーアレンジ：内海孝彰（TRYTONELABO）
オリジナルアーティスト：YUKI
4. 手紙 〜愛するあなたへ〜
作詞・作曲：藤田麻衣子、カバーアレンジ：坪田修平（TRYTONELABO）
オリジナルアーティスト：藤田麻衣子
5. トーク2
6. マジで…!?
7. トーク3
8. New Me, Continued
9. トーク4
10. ピピカ・リリカ オリジナル・カラオケ
11. 連続ラジオ小説『765色のストーリー〜第三話「びっくり！」〜』

## 04 菊地真
2020年11月11日発売。05・06と同時発売。
収録曲
歌はすべて菊地真（平田宏美）。
1. Ever Sunny
作詞：花衣（SUPA LOVE）、作曲・編曲：中村瑛彦（SUPA LOVE）
2. トーク1
3. 愛のうた
作詞：倖田來未、作曲：森元康介、カバーアレンジ：錦織孝宏
オリジナルアーティスト：倖田來未
4. ロマンティック 浮かれモード
作詞・作曲：つんく、カバーアレンジ：大岩航（TRYTONELABO）
オリジナルアーティスト：藤本美貴
5. トーク2
6. マジで…!?
7. トーク3
8. New Me, Continued
9. トーク4
10. Ever Sunny オリジナル・カラオケ
11. 連続ラジオ小説『765色のストーリー〜第四話「王子様、現るっ！」〜』

## 05 我那覇響
2020年11月11日発売。04・06と同時発売。
収録曲
歌はすべて我那覇響（沼倉愛美）。
1. HUG
作詞・作曲・編曲：園田健太郎
2. トーク1
3. 海の声
作詞：篠原誠、作曲：島袋優、カバーアレンジ：坪田修平（TRYTONELABO）
オリジナルアーティスト：浦島太郎（桐谷健太）
4. ECHO
作詞・作曲：今井了介、カバーアレンジ：TAKT（TRYTONELABO）
オリジナルアーティスト：Little Glee Monster
5. トーク2
6. マジで…!?
7. トーク3
8. New Me, Continued
9. トーク4
10. HUG オリジナル・カラオケ
11. 連続ラジオ小説『765色のストーリー〜第五話「真っ白な未来」〜』

## 06 双海亜美
2020年11月11日発売。04・05と同時発売。
収録曲
歌はすべて双海亜美（下田麻美）。
1. ポジティブシンカー！
作詞：澤田空海理、作曲・編曲：網本ナオノブ
2. トーク1
3. DIVE TO WORLD
作詞：MEEKO、作曲：83、カバーアレンジ：大岩航（TRYTONELABO）
オリジナルアーティスト：CHERRYBLOSSOM
4. MONSTER DANCE
作詞・作曲：首藤義勝、カバーアレンジ：坪田修平（TRYTONELABO）
オリジナルアーティスト：KEYTALK
5. トーク2
6. マジで…!?
7. トーク3
8. New Me, Continued
9. トーク4
10. Ever Sunny オリジナル・カラオケ
11. 連続ラジオ小説『765色のストーリー〜第六話「それゆけヒーロー！」〜』

## 07 星井美希
2021年2月10日発売。08・09と同時発売。
収録曲
歌はすべて星井美希（長谷川明子）。
1. アプデ
作詞・作曲・編曲：三浦誠司
2. トーク1
3. イジワルしないで 抱きしめてよ
作詞・作曲：つんく、カバーアレンジ：大岩航（TRYTONELABO）
オリジナルアーティスト：Juice=Juice
4. 部屋とYシャツと私
作詞・作曲：平松愛理、カバーアレンジ：坪田修平（TRYTONELABO）
オリジナルアーティスト：平松愛理
5. トーク2
6. マジで…!?
7. トーク3
8. New Me, Continued
9. トーク4
10. アプデ オリジナル・カラオケ
11. 連続ラジオ小説『765色のストーリー〜第七話「夢の毎日なの♪」〜』

## 08 三浦あずさ
2021年2月10日発売。07・09と同時発売。
収録曲
歌はすべて三浦あずさ（たかはし智秋）。
1. VELVET QUIET
作詞・作曲・編曲：BNSI（ミフメイ）
2. トーク1
3. 人生は夢だらけ
作詞・作曲：椎名林檎、カバーアレンジ：坪田修平（TRYTONELABO）
オリジナルアーティスト：椎名林檎
4. 糸
作詞・作曲：中島みゆき、カバーアレンジ：TAKT（TRYTONELABO）
オリジナルアーティスト：中島みゆき
5. トーク2
6. マジで…!?
7. トーク3
8. New Me, Continued
9. トーク4
10. VELVET QUIET オリジナル・カラオケ
11. 連続ラジオ小説『765色のストーリー〜第八話「夢の後先」〜』

## 09 秋月律子
2021年2月10日発売。07・08と同時発売。
収録曲
歌はすべて秋月律子（若林直美）。
1. 灯（あかし）
作詞：Mitsu（TRYTONELABO）、作曲・編曲：滝澤俊輔（TRYTONELABO）
2. トーク1
3. POP STAR
作詞・作曲：平井堅、カバーアレンジ：大岩航（TRYTONELABO）
オリジナルアーティスト：平井堅
4. My Sweet Darlin'
作詞・作曲：矢井田瞳、カバーアレンジ：内海孝彰（TRYTONELABO）
オリジナルアーティスト：矢井田瞳
5. トーク2
6. マジで…!?
7. トーク3
8. New Me, Continued
9. トーク4
10. 灯 オリジナル・カラオケ
11. 連続ラジオ小説『765色のストーリー〜第九話「初心」〜』

## 10 如月千早
2021年6月16日発売。11・12・13と同時発売。
収録曲
歌はすべて如月千早（今井麻美）。
1. Coming Smile
作詞：森由里子、作曲：哥丸雄貴、編曲：yamazo
2. トーク1
3. 歌う人
作詞・作曲：KOKIA、カバーアレンジ：坪田修平（TRYTONELABO）
オリジナルアーティスト：KOKIA
4. ハロー
作詞・作曲：松本俊、カバーアレンジ：大岩航（TRYTONELABO）
オリジナルアーティスト：AJISAI
5. トーク2
6. マジで…!?
7. トーク3
8. New Me, Continued
9. トーク4
10. Coming Smile オリジナル・カラオケ
11. 連続ラジオ小説『765色のストーリー ～第十話「小さく、かけがえのないもの」～』

## 11 萩原雪歩
2021年6月16日発売。10・12・13と同時発売。
収録曲
歌はすべて萩原雪歩（浅倉杏美）。
1. 芽吹の季（めぶきのとき）
作詞・作曲・編曲：山本真央樹
2. トーク1
3. SPIRIT
作詞：水原由貴、作曲：小澤正澄、カバーアレンジ：TAKT（TRYTONELABO）
オリジナルアーティスト：PAMELAH
4. 桜見丘
作詞：野見山睦未・鈴木祥子、作曲：野見山睦未・永嶋圭司、カバーアレンジ：坪田修平（TRYTONELABO）
オリジナルアーティスト：Local Bus
5. トーク2
6. マジで…!?
7. トーク3
8. New Me, Continued
9. トーク4
10. 芽吹の季 オリジナル・カラオケ
11. 連続ラジオ小説『765色のストーリー ～第十一話「Sing for me」～』

## 12 水瀬伊織
2021年6月16日発売。10・11・13と同時発売。
収録曲
歌はすべて水瀬伊織（釘宮理恵）。
1. ソナー
作詞・作曲・編曲：BNSI（岡田祥）
2. トーク1
3. やさしい気持ち
作詞・作曲：Chara、カバーアレンジ：TAKT（TRYTONELABO）
オリジナルアーティスト：Chara
4. あたしを彼女にしたいなら
作詞・作曲：コレサワ、カバーアレンジ：坪田修平（TRYTONELABO）
オリジナルアーティスト：コレサワ
5. トーク2
6. マジで…!?
7. トーク3
8. New Me, Continued
9. トーク4
10. ソナー オリジナル・カラオケ
11. 連続ラジオ小説『765色のストーリー ～第十二話「スターダム！」～』

## 13 双海真美
2021年6月16日発売。10・11・12と同時発売。
収録曲
歌はすべて双海真美（下田麻美）。
1. セクシータイフーン
作詞：磯谷佳江、作曲：BNSI（工藤祐介）、編曲：玉木千尋
2. トーク1
3. 新宝島
作詞・作曲：山口一郎、カバーアレンジ：坪田修平（TRYTONELABO）
オリジナルアーティスト：サカナクション
4. 女々しくて
作詞・作曲：鬼龍院翔、カバーアレンジ：TAKT（TRYTONELABO）
オリジナルアーティスト：ゴールデンボンバー
5. トーク2
6. マジで…!?
7. トーク3
8. New Me, Continued
9. トーク4
10. セクシータイフーン オリジナル・カラオケ
11. 連続ラジオ小説『765色のストーリー ～最終話「星になった女の子」～』